# 奧蒂副單棘魨
奧蒂副單棘魨，又稱奧蒂副單角魨，為輻鰭魚綱魨形目鱗魨亞目單棘魨科的其中一種，為溫帶海水魚，分布於印度太平洋海域，棲息深度0-78公尺，體長可達7.8公分，棲息在礁沙混合底層水域，生活習性不明。

## 扩展阅读
維基物種上的相關：奧蒂副單棘魨